# اورانچیمگین مونخ-اردن
اورانچیمگین مونخ-اردن (مغولی: Уранчимэгийн Мөнх-Эрдэнэ؛ زادهٔ ۲۲ مارس ۱۹۸۲) بوکسور اهل مغولستان است.